# Kamenný most v Písku

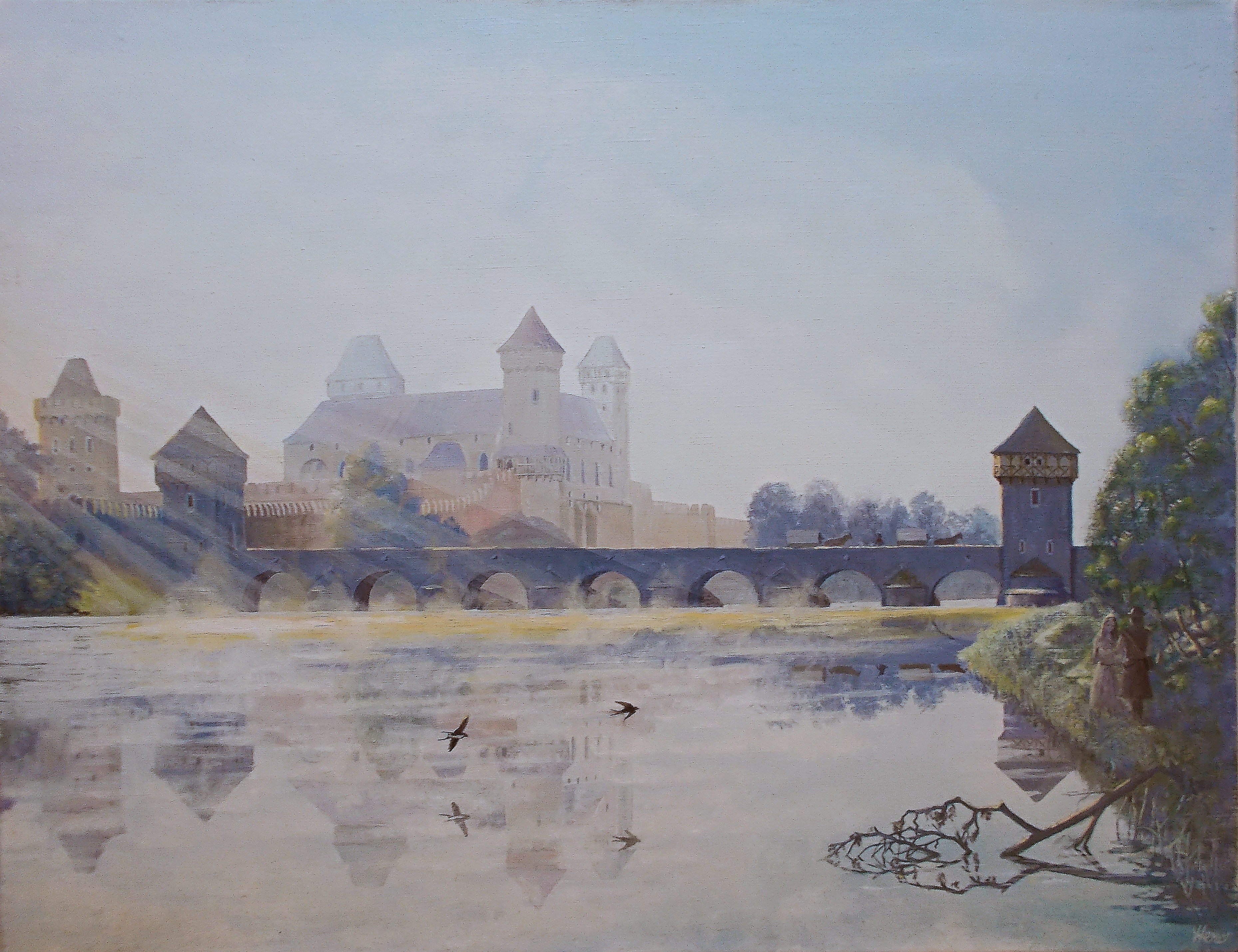
Ukázka zobrazení mostu v malířství. Dávno zapomenuté setkání - malba na plátně - L.Herc

Kamenný most v Písku (neoficiálně také Jelení most a nebo Starý most) je most přes řeku Otavu ve městě Písku. Postaven byl asi ve třetí čtvrtině 13. století, a je tedy nejstarším dochovaným mostem v Česku a historicky v pořadí druhým kamenným po zaniklém pražském Juditině mostu. Na gotickém mostě jsou umístěny repliky barokních soch a kříže. Je národní kulturní památkou.

## Název

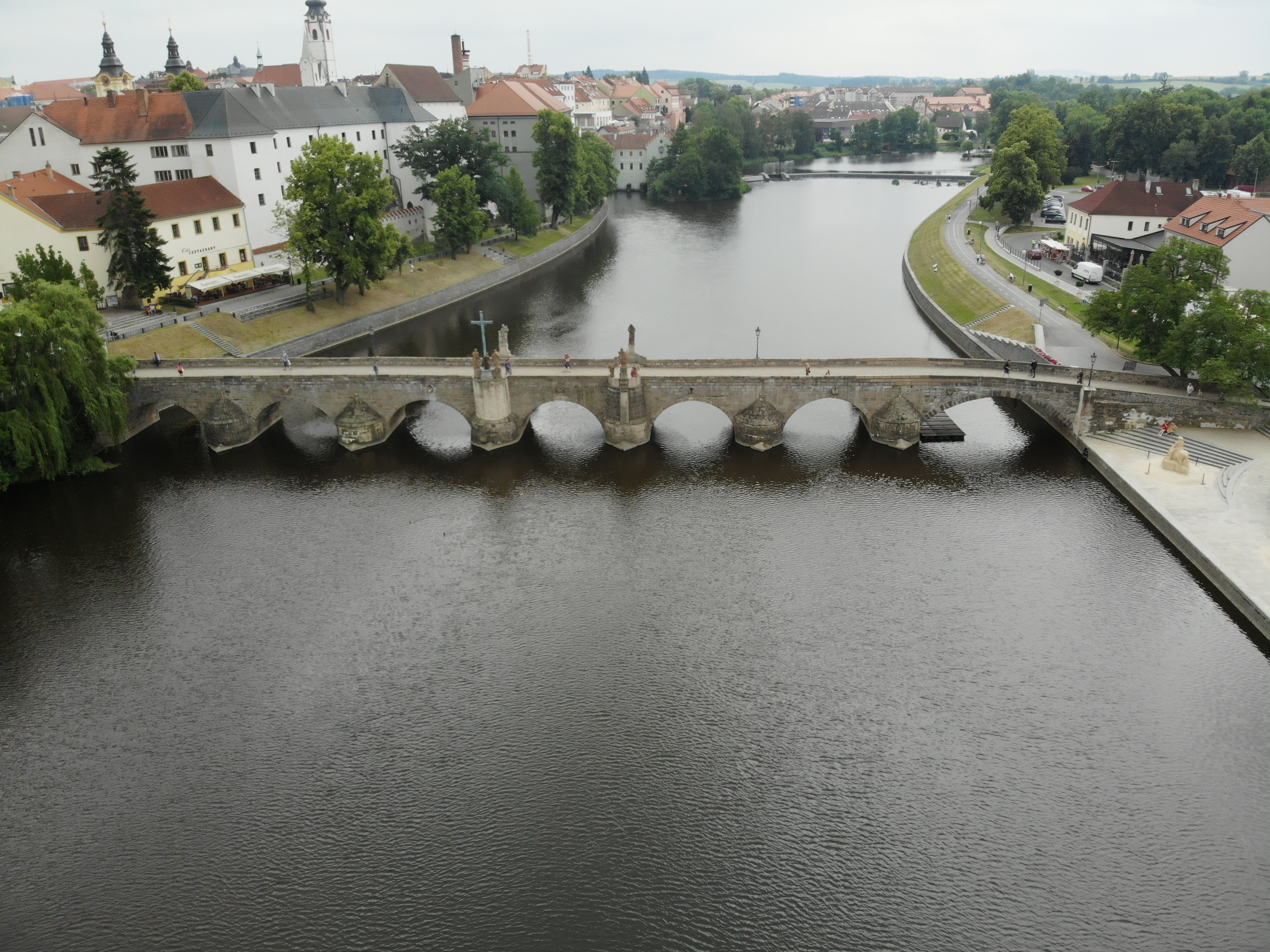
Kamenný most v Písku z ptačí perspektivy

Neoficiálně se most jmenuje Jelení, je tomu podle pověsti proto, že ve středověku bylo rozhodnuto, že se bude jmenovat podle prvního, kdo přes něj přejde na druhý břeh Otavy. Stalo se ale něco, co nikdo nečekal a prvním chodcem se stal jelen z blízkých lesů, a tak je dnes most pojmenován podle něho. Pokud ale zavítáte do královského města Písek, většina lidí ho bude nazývat „starý most“.
V roce 2007 bylo rozhodnuto, že se most bude oficiálně jmenovat Kamenný most v Písku, čímž skončil dlouholetý spor o název památky.

## Stavba

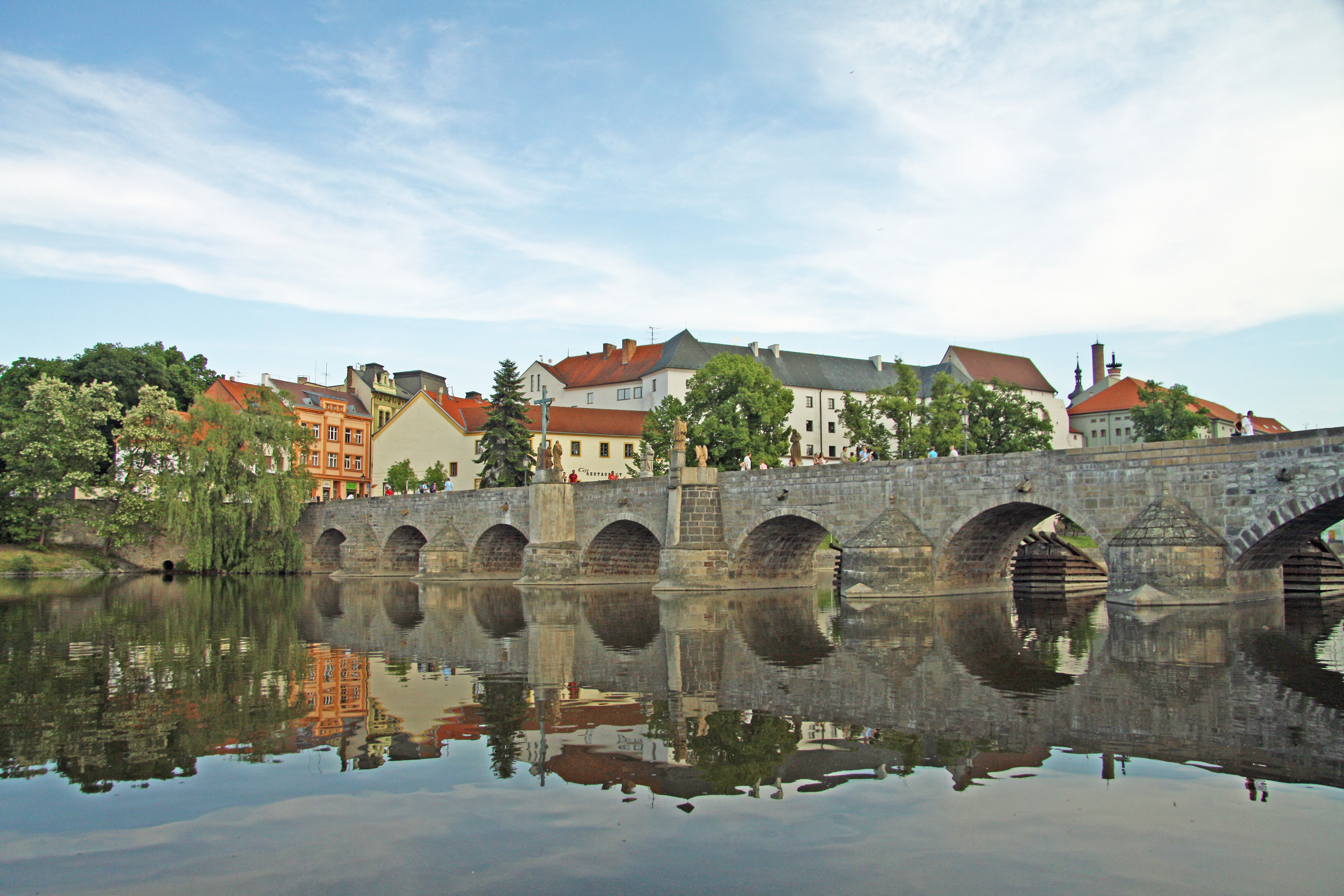
Kamenný most při pohledu z Pražského předměstí (Portyče)

Most byl vybudován zřejmě ve 3. čtvrtině 13. století během vlády Přemysla Otakara II. První písemné záznamy o mostu však pocházejí až z roku 1348, kdy se o něm zmiňuje Karel IV., který výnosem nařídil, že pokuty vybírané v městě musí být používány na jeho údržbu. Zajímavostí je, že byl stavěn na suchu. Až po jeho dostavbě byla řeka uměle převedena do nového koryta, které procházelo pod mostem. Most se stal důležitou spojnicí na Zlaté stezce, která spojovala baltské oblasti se Středomořím a dovážela se po ní sůl z Bavor do píseckého solného skladu, který zanikl po vydání královského patentu v roce 1707. Patent přikazoval prodávat v Čechách sůl výhradně z habsburských soliváren. Od roku 1797 vedla po mostu erární silnice z Vodňan do Blatné a Nepomuku, za kterou erár platil městu paušál více než 743 zlatých. Proto most v roce 1825 převzal do státní režie a v roce 1827 do státní správy.
Most je dlouhý 109,75 m včetně zdí na levém předmostí a široký 6,25 metrů, z toho vozovka 4,5 m. Most stojí na 6 pilířích a je tvořen sedmi oblouky. Oblouky mostu byly často poškozovány povodněmi, do dnešního dne se zachovalo šest původních oblouků o rozpětí 7,0-8,2 m, z roku 1768 pochází segmentový oblouk o rozpětí 13 m. Tento oblouk byl určený k proplouvání vorů. Původní most míval na svých koncích 2 mostní věže, které se do současnosti nedochovaly. První se zřítila roku 1768 během povodně i s hlásným a druhá byla úmyslně stržena kvůli nárokům na dopravu roku 1825. Na levém břehu řeky za mostem je možné si prohlédnout jejich fragmenty, které byly vyloveny ze dna řeky během jedné z mnohých oprav mostu.

## Sochy
Na mostě lze vidět pískovcové repliky barokních soch ve čtyřech sousoších. Sousoší Kalvárie pochází z 18. století z dílny čimelického umělce Jana Hammera. Lze vidět sochy Panny Marie, Maří Magdalény a apoštola Jana. Kříž s Kristem měří 6 metrů (originál ulil cínař Václav Hanzl). Repliky pocházejí z roku 1997. Dále sousoší Jana Nepomuckého s dvěma anděly (originál od neznámého autora). Od května 2004 je kompletní se sochou anděla od sochaře Kačera. Následující sochy – Sv. Anny Samotřetí a sv. Antonína Paduánského (originály pocházejí z roku 1770). Několik let byly sochy uloženy v koncertní síní kostela Nejsvětější Trojice. Od května 2010 jsou po restaurování uloženy společně s rozměrnými obrazy českých panovníků v expozici Prácheňského muzea sídlícího v prostorách píseckého hradu.

### Fotogalerie soch a sousoší

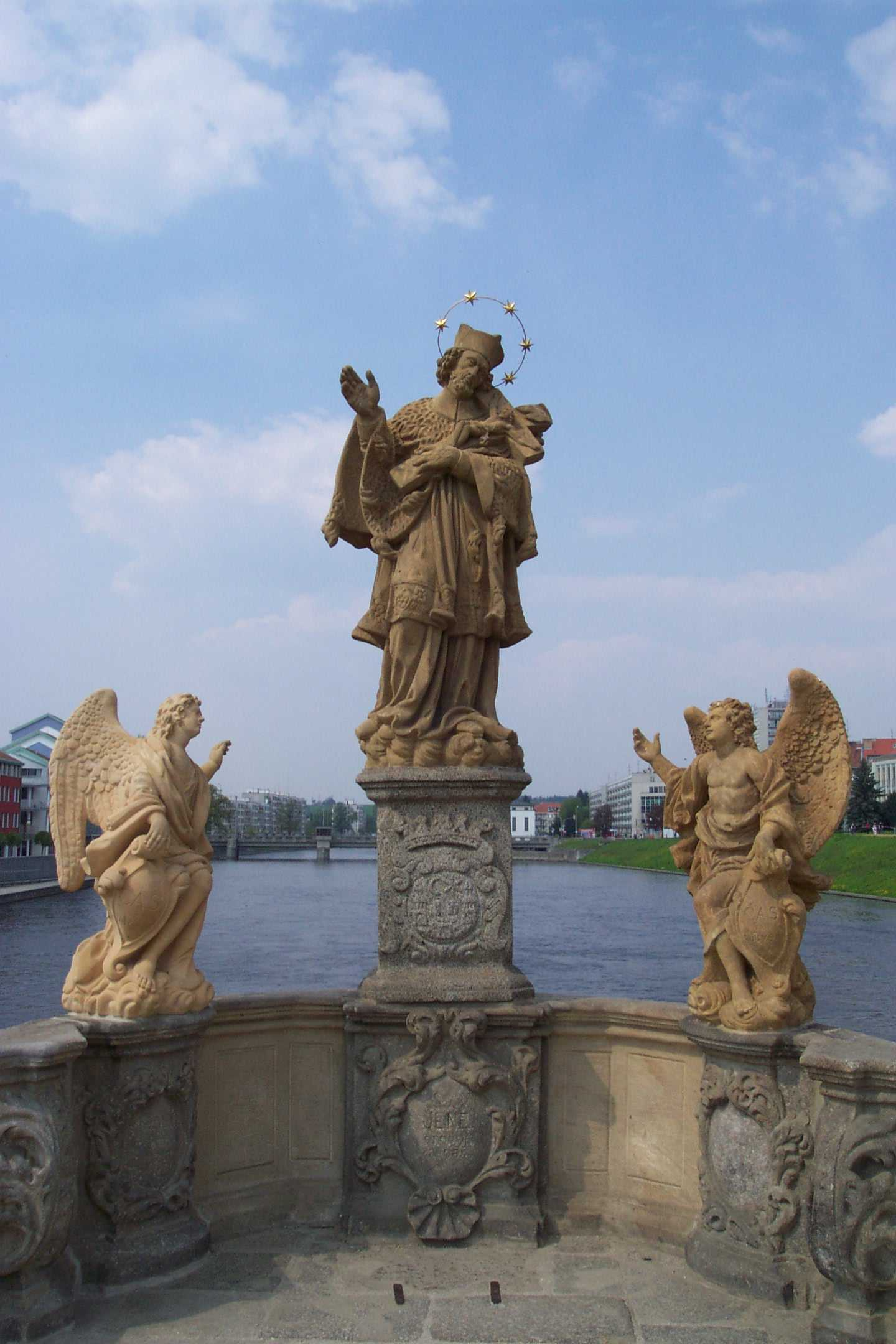
sousoší sv. Jana Nepomuckého s městským znakem
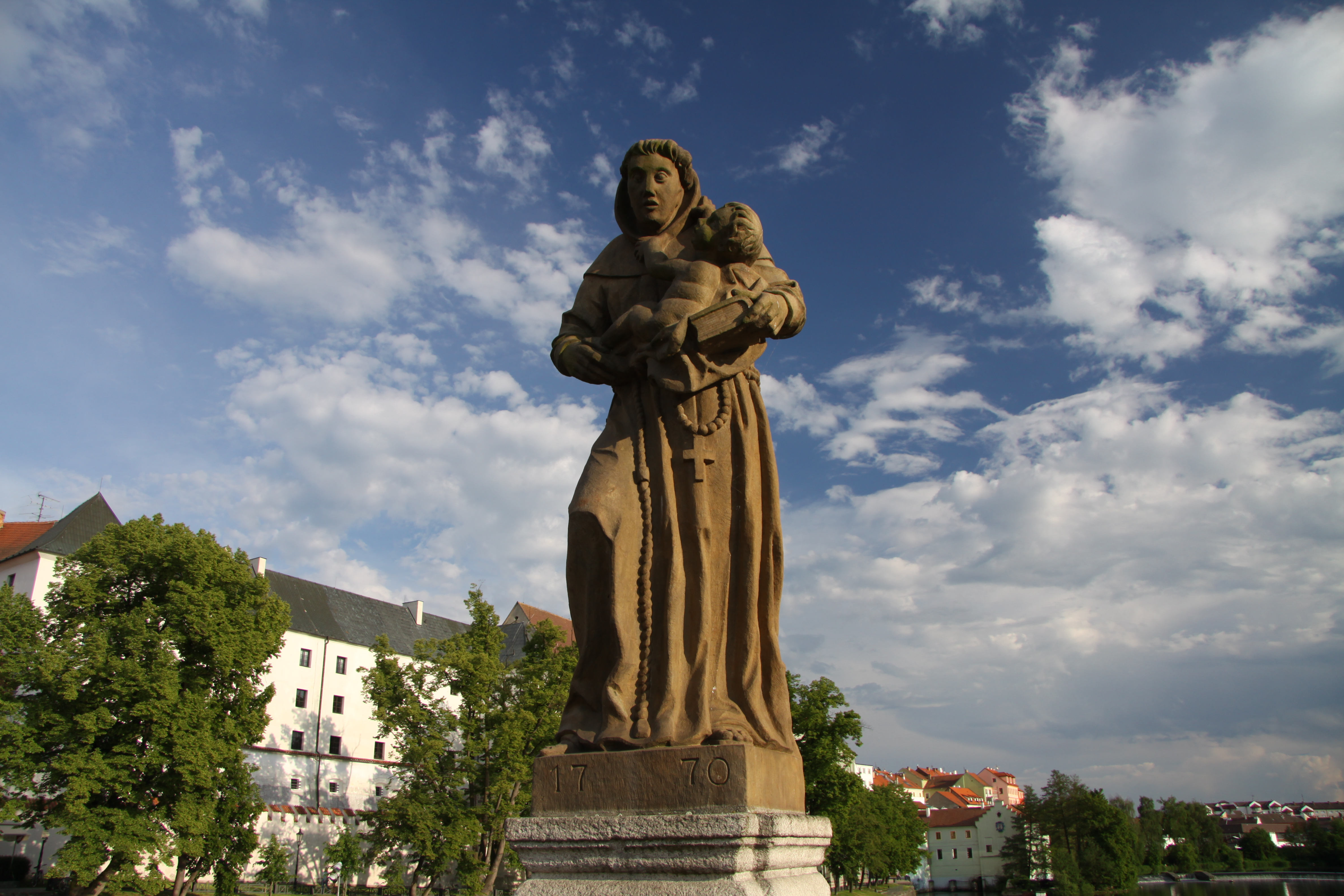
Sv. Antonín Paduánský (1770)
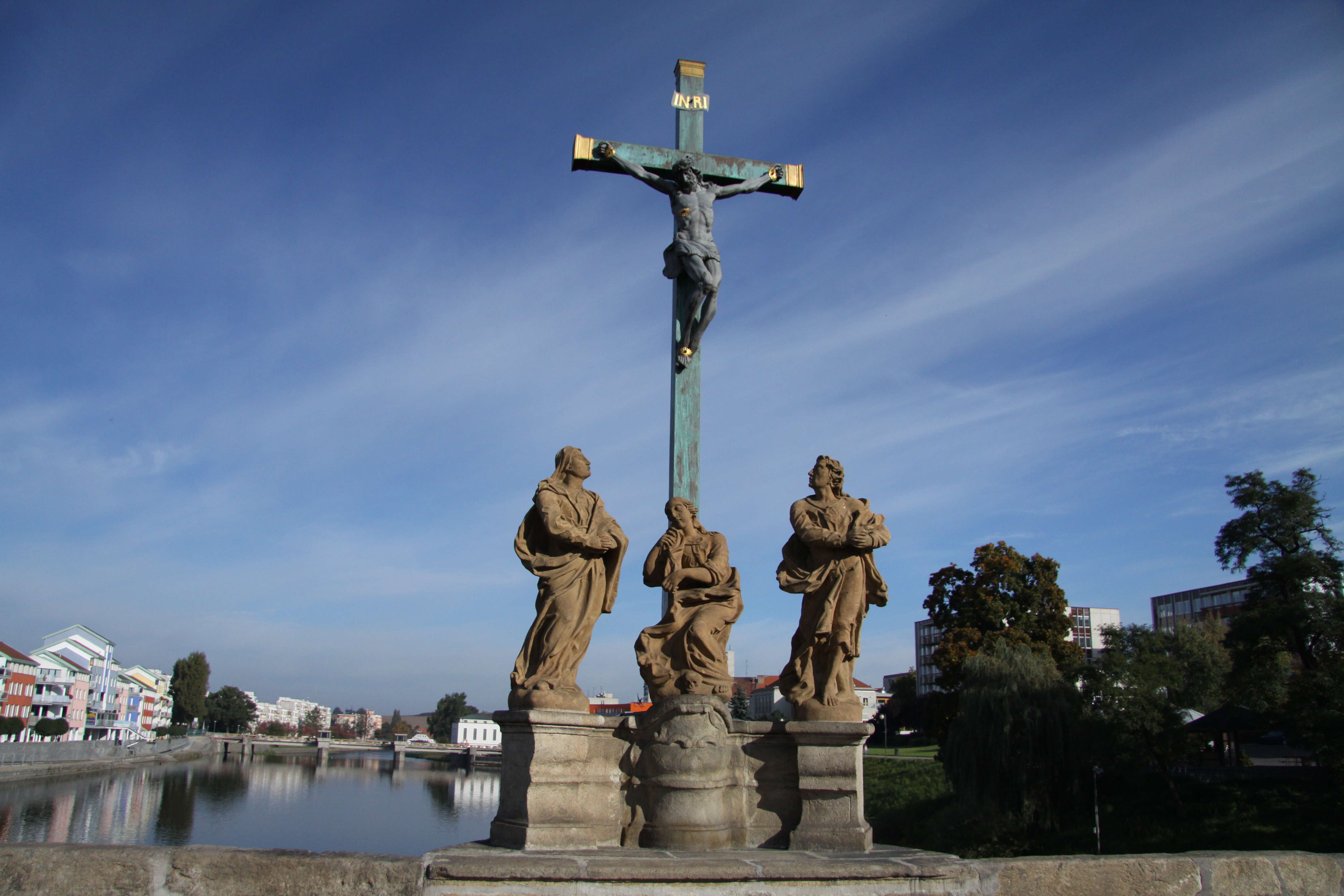
Kalvárie
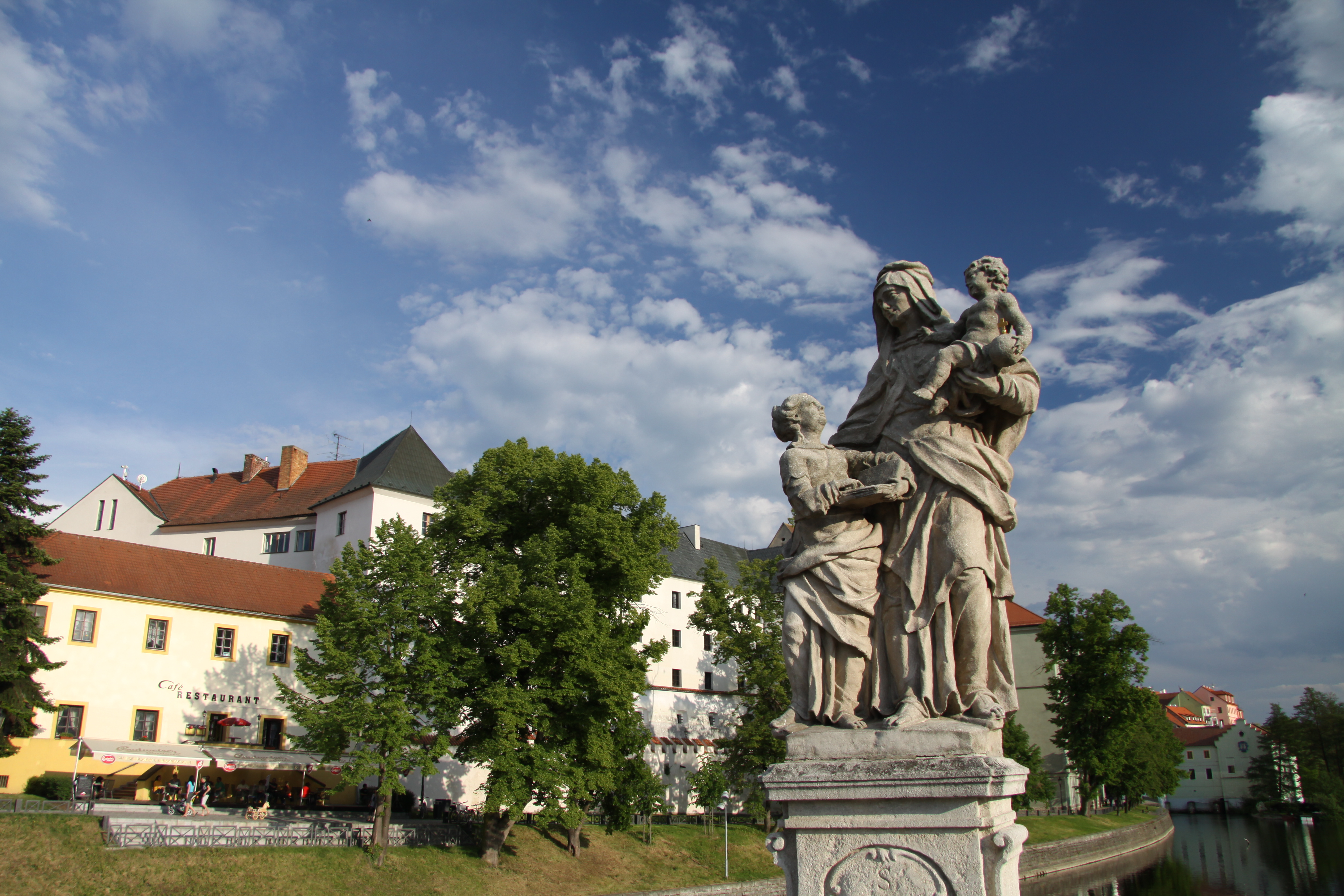
Sv. Anna Samotřetí (1770)
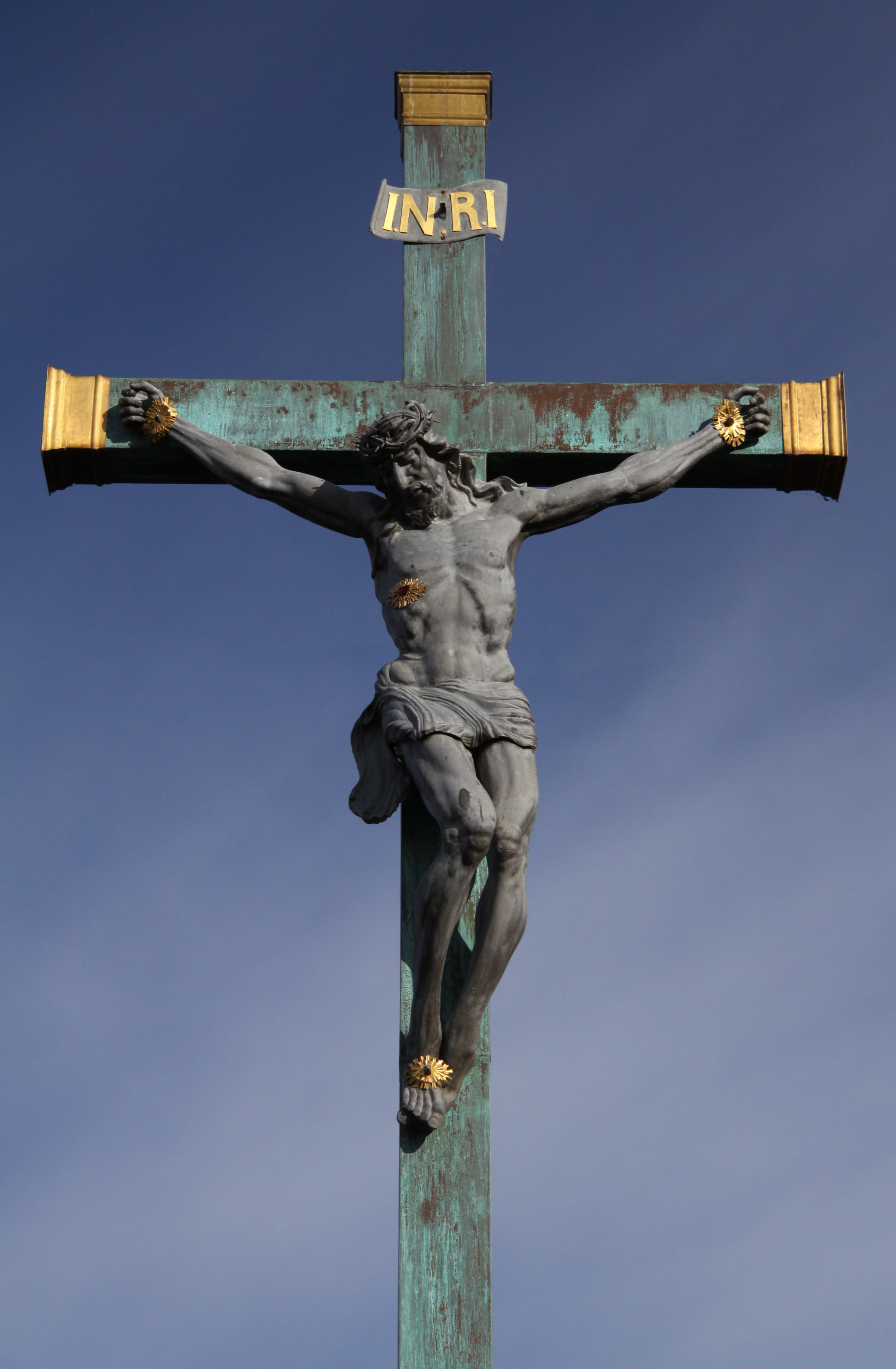
Detail Krista
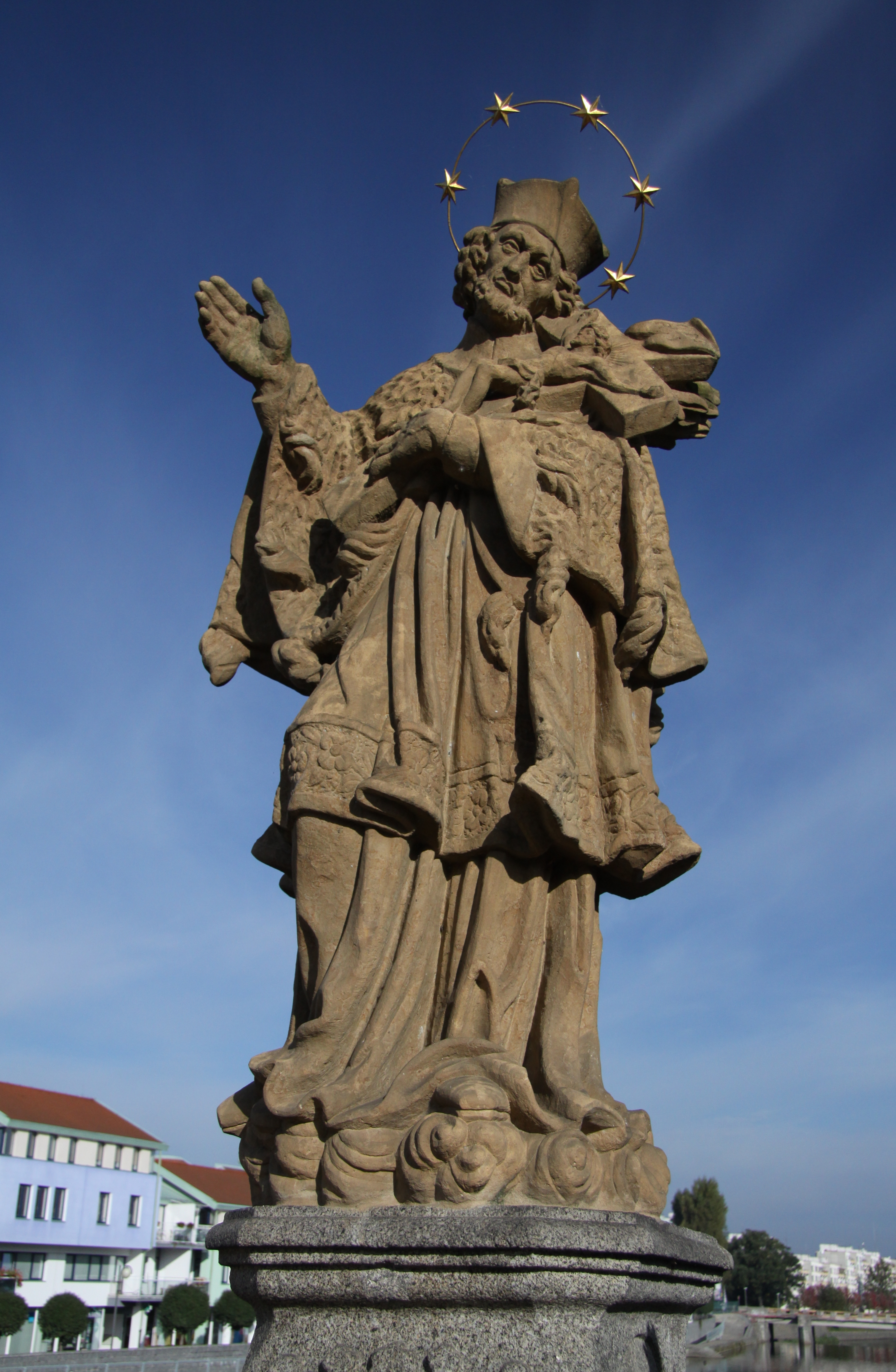
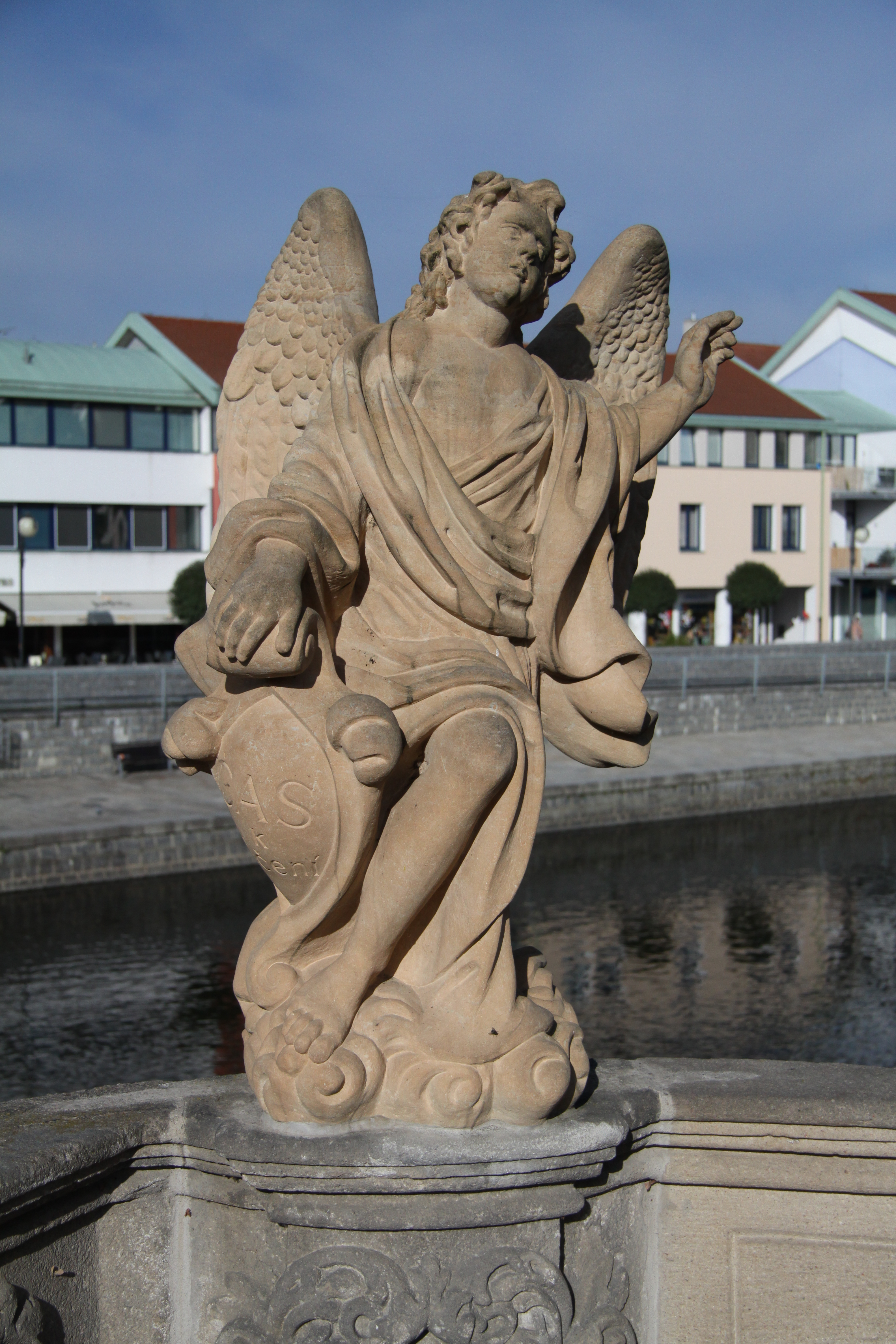
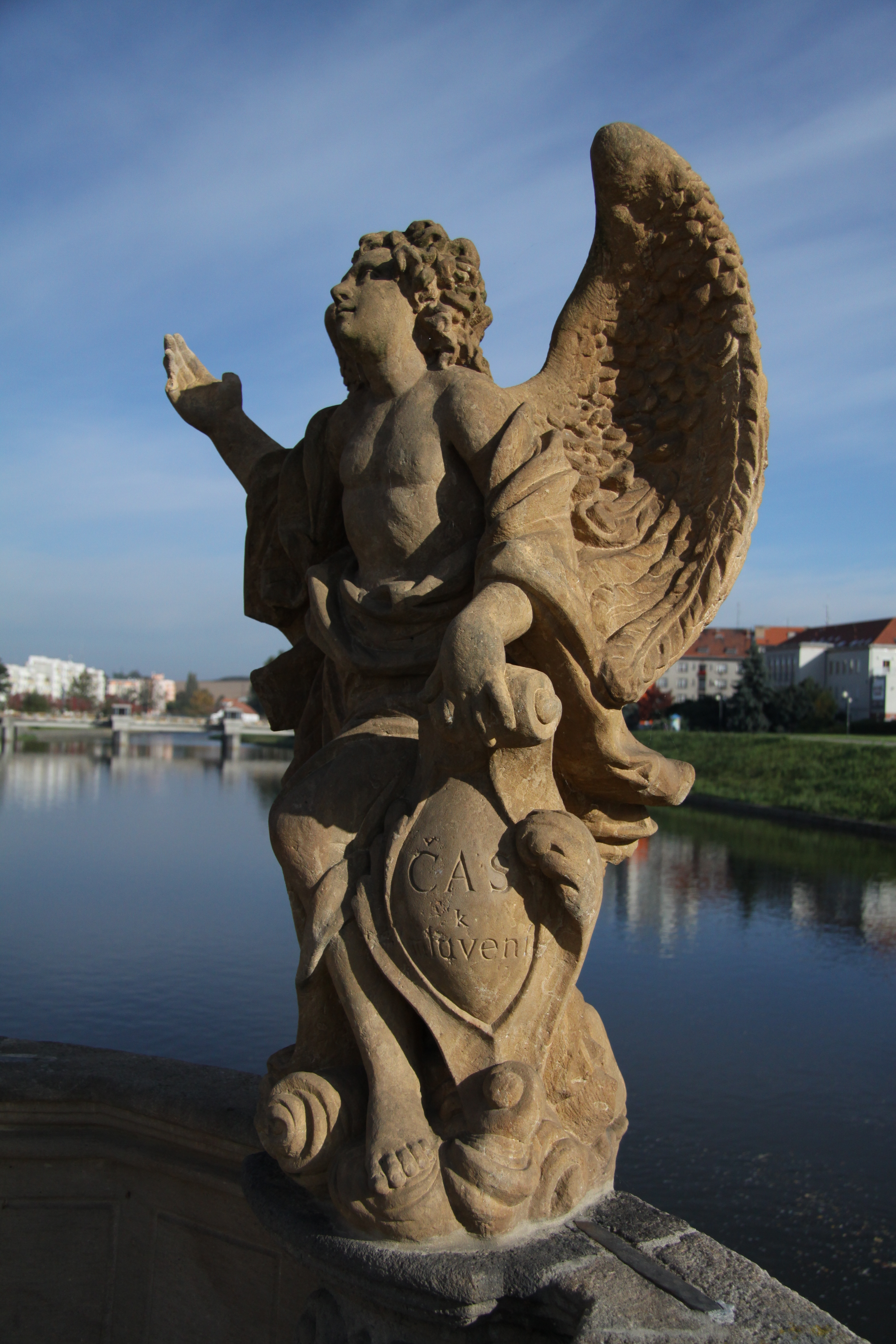

## Generální rekonstrukce z let 1994-1996
Z důvodů stáří mostu došlo v roce 1994 ke generální rekonstrukci mostu která skončila v roce 1996. Do začátku rekonstrukce fungovala přes most autobusová doprava. Došlo k ukotvení základů do skály (díky tomu vydržel most povodně v roce 2002[zdroj?]). Mimo jiné bylo rozhodnuto o restaurování barokních soch a nahrazení replikami.

## Povodně v srpnu roku 2002

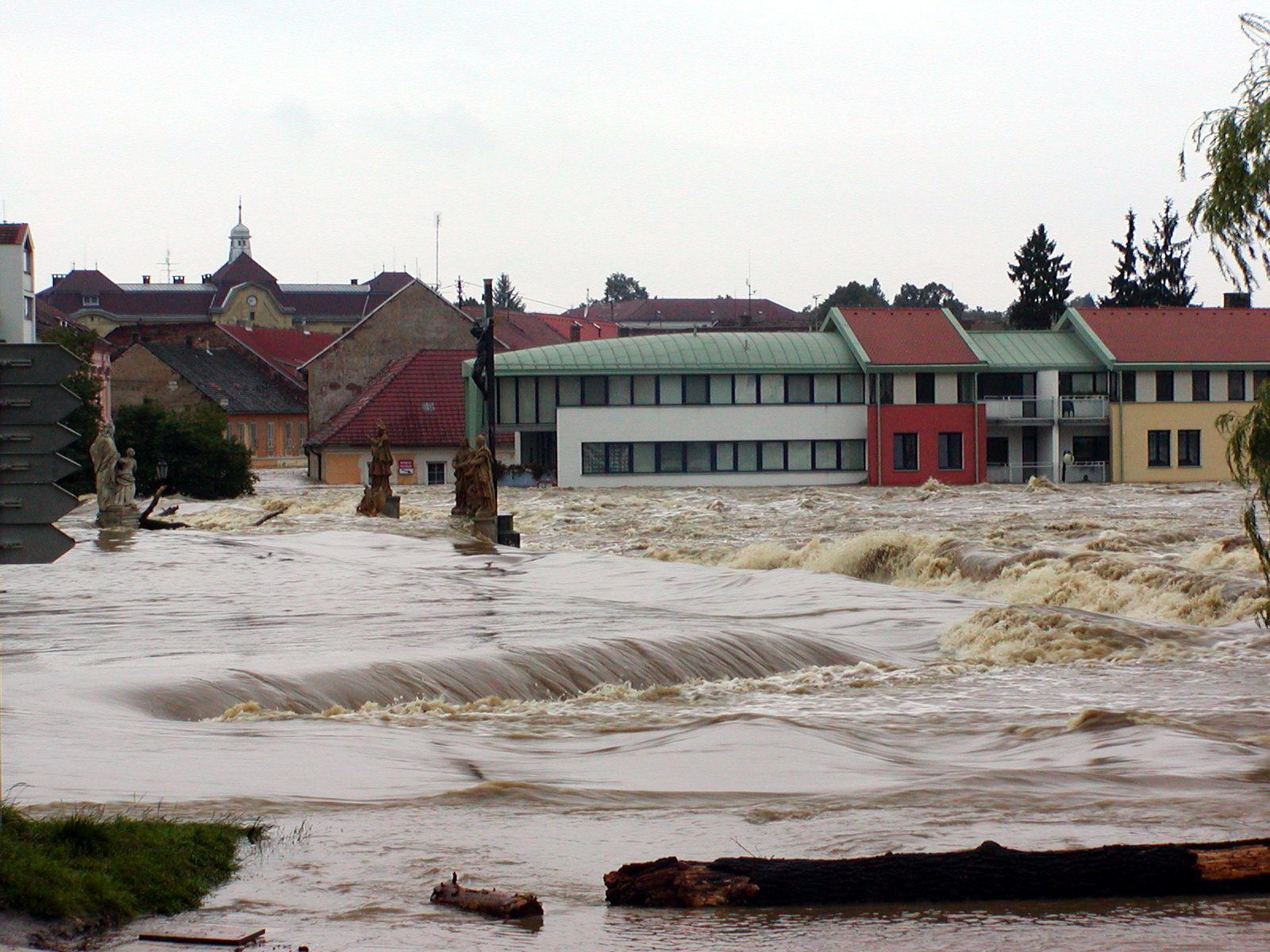
Kamenný most v Písku během povodní 2002

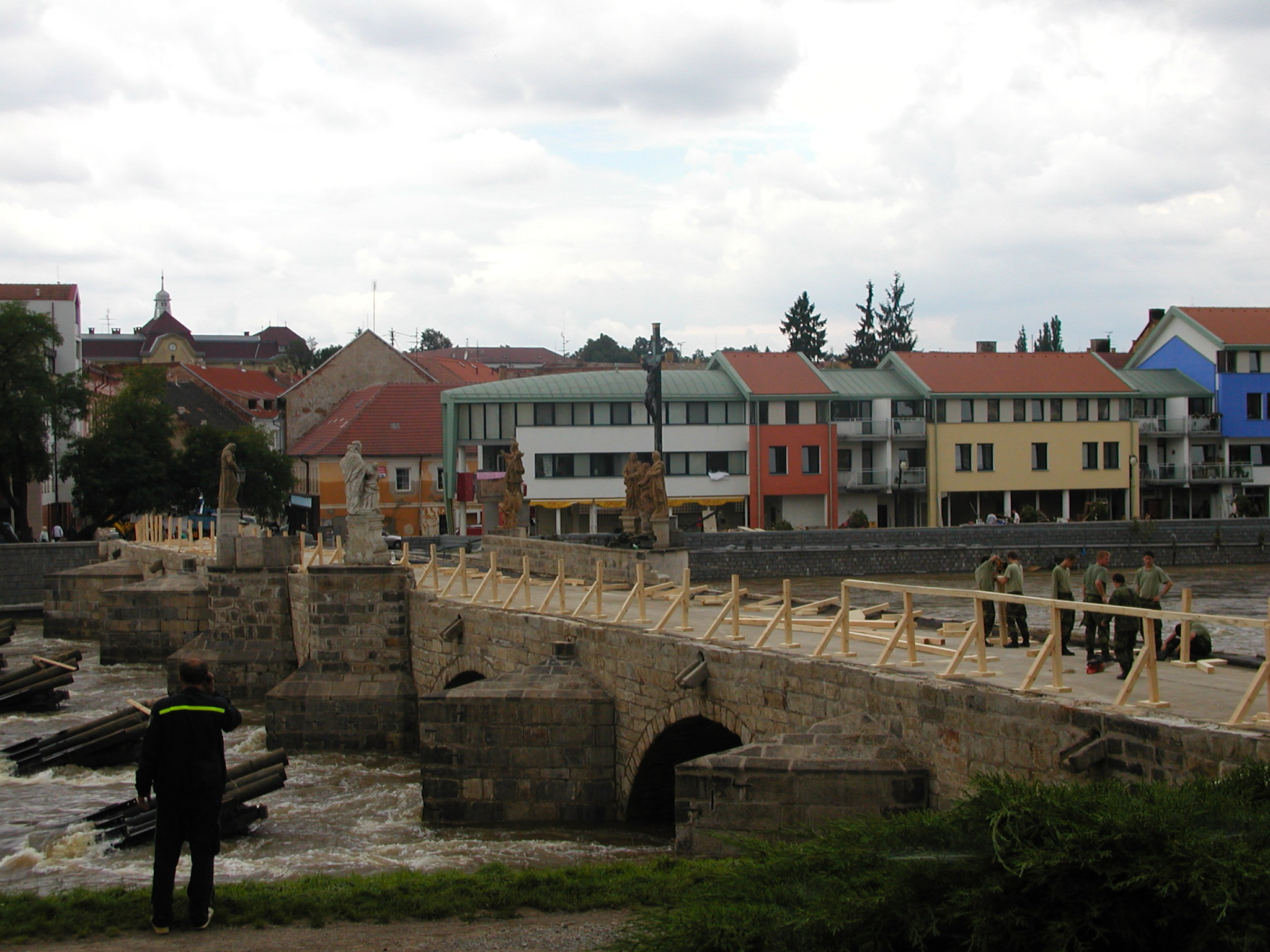
Kamenný most v Písku po povodni 2002

Při katastrofálních povodních v srpnu 2002 servala voda z mostu barokní sochu anděla a většinu kamenného zábradlí. Voda v době největší kulminace dosahovala až 2 metry nad vozovku a z mostu bylo možno pozorovat pouze kříž s Kristem a části soch. Most naštěstí velkou vodu přežil bez většího poškození, hlavně díky tomu, že byl v 90. letech zakotven do skály a byla provedena jeho rekonstrukce. Již 2 dny po povodních byl vybaven provizorním dřevěným zábradlím a znovu otevřen pro veřejnost. Při následné rekonstrukci byl technologicky zabezpečen proti dalším povodním. Stržené komponenty byly vyloveny z řeky a znovu nainstalovány, nalezla se i většina dobových kamenů na zábradlí, ale most utrpěl i újmu a to v podobě nevratné ztráty sochy anděla, která je od roku 2004 nahrazena novější replikou. Pod kamennou dlažbu bylo umístěno betonové lože. Most byl dále provrtán piloty a svázán železobetonovými pruty. Oprava mostu byla provedena díky veřejné sbírce, která se spontánně po povodni rozeběhla a pomohla tak městu most rychle opravit, aby se opět mohl honosit touto nejznámější píseckou památkou.

## Orkán v lednu 2007
Zatímco při povodních v roce 2002 kříž s Kristem vydržel, orkán Kyrill jej zlomil a strhl do Otavy. Potápěčům, konkrétně Luboši Čukovi, se v sobotu 20. ledna v podvečer podařilo najít kříž i s 80 kg vážící cínovou sochou v kalné vodě ve vzdálenosti šedesát metrů od mostu, uprostřed proudu, a ve spolupráci s hasiči jej vylovili. Socha Krista je téměř nepoškozená, jedinou újmou jsou škrábance vzniklé dřením o dno. Trnová koruna byla považována za ztracenou, ale byla objevena dne 4. února 2007.

### Nález dokumentů v kříži
Během restaurátorských prací objevil restaurátor historické dokumenty. Jednalo se o zprávu sochaře Karla Vlačihy o opravě kříže z let 1897-1899. Dále pak výtisk Rudého práva a další zpráva o rekonstrukci (z let 1957-1959) a vzkaz budoucím generacím.

### Osazení kříže na Kamenný most
Dne 18. března 2008 došlo k osazení kříže na most. Restaurátor Robert Ritschel pracoval na kříži půl roku. Zatímco dnes je originál uměleckého díla z roku 1791 vystaven (společně se všemi sochami z mostu) v expozici Prácheňského muzea v písecké Sladovně, most zdobí pouze jeho věrná kopie.